# دانيال كيارني
دانيال كيارني (بالإنجليزية: Daniel Kearney)‏ هو لاعب قذف أيرلندي، ولد في 19 ديسمبر 1989 في Glanmire ‏ في جمهورية أيرلندا.